# Élections générales espagnoles de 1863
Les élections générales espagnoles de 1863 sont les élections à Cortès célébrées en Espagne le 11 octobre 1863 durant le règne d'Isabelle II, au suffrage censitaire masculin.
La législature commence le 4 novembre 1863, le Parlement est suspendu le 30 janvier 1864 pendant 15 jours à la demande du gouvernement et la législature prend fin le 22 juin 1864.